# Fedor von Spiegel
Fedor von Spiegel, auch Feodor von Spiegel (* 8. Juni 1845 in Schurgast; † 6. Juli 1917 in Dammer, Kreis Namslau), war Rittergutsbesitzer und Mitglied des Deutschen Reichstags.

## Leben
Spiegel nahm an den Kriegen von 1866 und 1870/71 teil. Er war Rittergutsbesitzer, Rittmeister a. D. und Landesältester auf Dammer im Kreis Namslau. Weiter war er Kreisdeputierter und Mitglied des Kreisausschusses.
Von 1882 bis 1893 war er Mitglied des Preußischen Abgeordnetenhauses und von 1898 bis 1907 war er Mitglied des Deutschen Reichstags für den Wahlkreis Regierungsbezirk Breslau 4 Namslau, Brieg und die Deutschkonservative Partei.